# Midraix
Midraix és un mètode d'interpretació (exegesi) hermenèutica de la Bíblia, el terme també es refereix a la compilació completa dels ensenyaments de la Bíblia. La paraula prové de l'hebreu:מדרש; plural midraixim, literalment «investigar»o «estudiar».

## Mètode
La comprensió del text bíblic es divideix entre el peixat (sentit literal), el remez (sentit al·lusiu), el draix (exegesi) i el sod (misticisme). El midraix tracta sobre el remez i encara més sobre el draix, i recorre a procediments retòrics com l'al·legoria, la metàfora, i l'analogia.
L'hermenèutica talmúdica ha estat codificada successivament per Hillel, Rabi Nahoum de Gamzo, Rabbi Akiva, Rabi Ishmaël, Rabi Eliezer Ben i Rabi Yossi. El midraix tracta sobre temes d'Halacà (llei jueva), i Aggadà (llegendes).

## Midraixim escrits durant l'època dels Tanaïm
Tanaïm (en hebreu: תנאים) (en singular: Tana) és la denominació dels savis rabínics, les seves opinions són recordades en la Mixnà, una obra que va ser escrita aproximadament entre els anys 0-200 DC.
Alfabet del Rabí Akiva. L'alfabet d'Akiva ben Iosef és un midraix que tracta sobre els noms de les lletres de l'alfabet hebreu.
Baraita del Rabí Ismael (en hebreu: ברייתא דרבי ישמעאל). La Baraita del Rabí Ismael, és un midraix que explica les 13 lleis del Rabí Ismael, i mostra la seva aplicació mitjançant il·lustracions de la Torà. La baraita constitueix la introducció de la Sifrà, i la precedeix en totes les edicions, contenint els principis d'aplicació de la Sifrà.
Meguilat Antiochus. Aquest midraix explica la història de Hanukkà i la victòria dels Macabeus sobre l'Imperi Selèucida.
Mekhiltà del Rabí Ismael. Aquest és un comentari legal sobre el llibre de l'Èxode, que es concentra en les seccions legals, que van des d'Èxode 12 fins al 35. Les seves dispocisions legals es deriven dels versos bíblics. Aquesta col·lecció de midraixim va ser redactada en la seva forma final al voltant del segle tercer o quart. El seu contingut indica que les seves fonts són alguns midraixim més antics, que es remunten possiblement a l'època del Rabí Akiva. El midraix d'Èxode que coneixien els Amoraïm no és el mateix que la Mekhiltà actual, la seva versió era només el nucli del que més tard va esdevenir la forma actual. La Mekhiltà funciona essencialment com un comentari sobre el Llibre de l'Èxode. Hi ha dues versions d'aquesta col·lecció de midraixim. Una és la Mekhiltà del Rabí Ismael, l'altra és la Mekhiltà del Rabí Ximon bar Yohaï. Antigament hi havia una tercera versió que actualment no es conserva.
Mekhiltà del Rabí Ximon bar Yohaï. El primer text encara s'estudia avui, mentre que el darrer va ser utilitzat per moltes autoritats jueves medievals. Mentre que el darrer text (Bar Yochai) va circular popularment en forma de manuscrit des del segle xi fins al segle xvii, es va perdre per a tots els efectes pràctics, fins que va ser redescobert i imprès al segle xix. La Mekhiltà del Rabí Ximón bar Yochai, es basa en el mateix material central que la Mekhiltà del Rabí Ismael, que va seguir una segona ruta de comentaris i edició, i eventualment va sorgir com un treball diferent. La Mekhiltà del Rabí Ximon Bar Yochai, és un midraix exegètic que va des del capítol 3 del llibre de l'Èxode, fins al capítol 35 de l'esmentat llibre, i es remunta aproximadament al segle iv.
Mekhiltà del Llibre de Deuteronomi (en hebreu: מכילתא לספר דברים) (transliterat: Mejiltá le-Séfer Devarim) és un midraix legal del llibre de Deuteronomi, pertanyent a l'escola del Rabí Ismael. Aquesta obra no es conserva actualment.
Midraix Vayisau (en hebreu: מדרש ויסעו) és un dels midraixim més petits. Aquest petit midraix, "la llegenda heroica dels fills de Jacob", es basa en Gènesi 35 i 36, i relata la història de les guerres de Jacob i els seus fills contra els reis dels amorreus i contra Esaú i el seu exèrcit.
Séder Olam Rabà (el Gran Ordre de l'Univers), tradicionalment és atribuït al savi de l'època dels Tanaïm, el Rabí Josep ben Halafta. Aquesta obra cobreix diversos temes, des de la Creació de l'Univers, fins a la construcció del Segon Temple de Jerusalem.
Sifrà. La Sifrà del Llibre de Levític. El treball de la Sifrà segueix la tradició del Rabí Akiva ben Iosef, amb adicions de l'escola del Rabí Ismael. Les referències al Talmud referents a la Sifrà són ambigües; És incert si els textos esmentats en el Talmud són d'una versió anterior a la Sifrà, o provenen de les fonts a les quals la Sifrà també va recórrer. Les referències relatives a la Sifrà de l'època dels primers rabins medievals i els rabins posteriors, corresponen al text actual. El nucli d'aquest text es va desenvolupar a mitjans del segle tercer, com una crítica i un comentari de la Mixnà, tot i que les adicions i edicions posteriors van continuar durant algun temps després.
Sifré. El Sifré de Nombres i Deuteronomi, es remunta principalment a les escoles dels Rabins Akiva i Ismael. Aquest treball és principalment un midraix legal, però inclou un llarg fragment d'hagadà a les seccions 78-106. Les referències al Talmud i a la literatura posterior dels Gueonim, indiquen que el nucli original del Sifré era al Llibre dels Nombres, el Llibre de l'Èxode, i el Llibre de Deuteronomi. No obstant això, la transmissió del text era imperfecta, i a l'edat mitjana només quedaven els comentaris sobre els llibres de Nombres i Deuteronomi. El material del nucli va ser redactat a mitjans del segle tercer.
Sifré Zuta (El petit Sifré) aquest treball és un comentari legal sobre el Llibre de Nombres. El text d'aquest midraix només es conserva parcialment en obres medievals, mentre que altres parts van ser descobertes per Solomon Schechter en la seva investigació a la famosa Gueniza del Caire. Sembla ser més antic que la majoria dels altres midraixim procedents de principis del segle tercer.

## Midraixim escrits durant l'època dels Gueonim
Els Gueonim (en hebreu: גְּאוֹנִים, en singular: Gaón, גָּאוֹן) van ser els presidents de les grans acadèmies talmúdiques de Babilònia: Sura, Pumbedita i Nehardea, i eren generalment acceptats com a líders espirituals de la comunitat jueva arreu del Món durant la primerenca edat mitjana, en contrast amb l'exilarca (Roix Galuta), que era l'autoritat secular reconeguda per l'autoritat dominant a Babilònia. El període dels Gueonim a Babilònia s'estén entre l'any 589 i el 1038, després del període dels Savoraïm. El primer Gaó de Sura, segons Xerira Gaó, va ser Rab Mar, el darrer Gaó de Sura va ser Samuel Ben Hofni, i el darrer Gaó de Pumbedita va ser Ezequíes Gaó, qui va ser torturat i mort aproximadament en 1040.
- Alfabet de Ben Sira
- Apocalipsi de Zorobabel
- Avot de Rabí Natán
- Baraita de Samuel
- Càntic dels Càntics Zutà
- Crònica de Moisès
- Eclesiastès Zutà
- Lamentacions Zutà
- Midraix Aseret HaDibrot
- Midraix Eser Galiyot
- Midraix Hashkem
- Midraix Petirat Aharon
- Midraix Petirat Moixè
- Midraix Proverbis
- Midraix Salms
- Midraix Samuel
- Midraix Tanhuma
- Pesikta del Rabí Kahana
- Pesikta Rabati
- Pirké del Rabí Eliezer
- Ruth Zutà
- Séder Olam Zutà
- Shiur Qomah
- Tana Devei Eliyahu
- Tàrgum Shení

## Midraixim escrits durant l'època dels Rixonim
Els Rixonim (en hebreu: ראשונים, en singular: ראשון, Rixon, literalment "els primers") van ser els rabins principals i els Poskim (referents) que van viure aproximadament entre el segle xi i el segle xv, abans de l'escriptura del Xulhan Arukh i després dels Gueonim. Els rabins erudits posteriors a la redacció del Xulhán Arukh són coneguts com els Acharonim, "els darrers". El període dels Rixonim s'estén entre l'any 1050 i el 1500.
- Gènesi Zutà
- Midraix Aggadà
- Midraix Càntic dels Càntics
- Midraix HaGadol
- Midraix HaHefez
- Midraix Jonàs
- Midraix Konen
- Midraix Maaseh Torà
- Midraix Tadshé
- Midraix Temurà
- Midraix Vayosha
- Séfer HaYashar
- Yalkut Shimoni

## Midraixim escrits durant l'època dels Acharonim
Els Acharonim (en hebreu: אחרונים; en singular: אחרון, Aharon; literalment. "els darrers") van ser els rabins principals i els Poskim (referents) que van viure des del segle xvi fins als nostres dies, després de l'escriptura del Xulhan Arukh.
- Ein Yaakov (Jacob ibn Habib)
- El llibre de les llegendes (Jaim Najman Biálik)
- Llegendes dels jueus (Louis Ginzberg)
- Tseno Ureno (Jacob ben Isaac Ashkenazi)

## Midraix Rabà
Midraix Rabà són els midraixim llegendaris que estan relacionats amb els llibres de la Bíblia Hebrea (la Tanakh). La paraula "Rabà" (en hebreu: רבה) vol dir "gran". Aquests midraixim són els següents:
- Gènesi Rabà
- Èxode Rabà
- Levític Rabà
- Nombres Rabà
- Deuteronomi Rabà
- Càntic dels Càntics Rabà
- Ruth Rabà
- Esther Rabà
- Lamentacions Rabà
- Eclesiastès Rabà

## Midraixim menors
Hi ha diversos midraixim de menor grandària, i generalment d'una data més tardana. Aquests midraixim tracten sobre diverses històries i llegendes. Alguns d'ells són els següents:
- Crònica de Moisès
- Midraix Abkir
- Midraix Al Yithalel
- Midraix Aseret ha-Dibrot
- Midraix Eleh Ezkerah
- Midraix Eser Galiyot
- Midraix Esfà
- Midraix Halel
- Midraix Lejú Neranenà
- Midraix Maasé Torà
- Midraix Peṭirat Aharon
- Midraix Peṭirat Moixè
- Midraix Taamé Haserot ve-Yeterot
- Midraix Tadshé
- Midraix Temurà
- Midraix Va-Yekullu
- Midraix Vayisau
- Midraix Vayoixà